# Симплексний метод планування експериментів

Симплексний метод планування експериментів

## Загальний опис
У практиці часто доводиться вирішувати завдання оптимізації складу багатокомпонентної суміші — наприклад, визначення оптимального гранулометричного складу вихідної сировини збагачувальних апаратів, складу композиційних реагентів в ряді технологічних процесів і т. ін.
У цих випадках застосуємо метод активного планування експерименту для дослідження систем склад-властивість. Так як сума часток всіх компонентів, що складають суміш, дорівнює одиниці, то факторний простір може бути представлено правильним симплексом, для трьох компонентів правильним трикутником, для чотирьох — правильним тетраедром і т. д. Властивості складу досліджуються в наперед заданих точках симплекса, які утворюють так звану симплексну решітку.

## Техніка планування експерименту
У разі трикомпонентної суміші кожній точці трикутної діаграми відповідає один, цілком певний склад, а кожному складу відповідає одна точка на діаграмі. У кожній вершині трикутної діаграми вміст одного компонента становить 100 %. На протилежній цій вершині стороні вміст цього компонента дорівнює нулю. Сторони трикутника відповідають бінарним сумішам (див. рис.1).
Симплекс-гратчасте планування експериментів. Пропорції суміші можуть бути представлені трикутними діаграмами. При цьому сам план експерименту залежить від вибору розташування точок варіативних факторів. Одним зі зручних способів їх розташування є симплекс-центроїдний план. Наприклад, для 3-х факторів симплекс-центроїдний план складається з точок (вершини, центри сторін, центр трикутника). Властивості складу суміші досліджуються в наперед заданих точках симплекса, які утворюють так звану симплексну ґратку.
Розглянемо побудову концентраційного трикутника Гіббса, використовуваного при розробці та аналізі плану експерименту. З кожної вершини правильного трикутного симплекса проведемо висоту, розділимо кожну з них, наприклад, на десять частин і, провівши через отримані ділення прямі, паралельні відповідним сторонам трикутника, отримаємо трикутну сітку (див. рис. 2). Відлік ведемо від точок перетину висот і сторін трикутника. Кожна точка, що лежить в межах трикутного симплекса характеризується трьома координатами (вмістом компонентів А, В і С). Наприклад, точці а на рис. 2 відповідає такий вміст компонентів: А = 0,2; В = 0,5; С = 0,3.
Як правило, поверхні відгуку в багатокомпонентних системах мають вельми складний характер. Для адекватного опису таких поверхонь використовують поліноми високих ступенів. У разі трикомпонентних систем найбільш часто застосовуються плани другого і третього порядку, з розробкою квадратних і кубічних моделей відповідно. Розташування дослідів на симплексі для цих моделей представлено на рис. 3.

## Представлення результатів експерименту
На рис. 4 а. представлений первісний контурний графік поверхні відгуку у вигляді контурних ліній рівних значень проєкцій цільової функції Р на трикомпонентний симплекс. Разом з тим його можна одержати і як сукупність забарвлених зон, які відповідають певному інтервалу зміни цільової функції (див. рис. 4 б).
Чорною крапкою на обох контурних графіках позначено оптимальне співвідношення варіюючих величин, що забезпечує максимальне значення функції відгуку.